# Бирюсинский хребет
Бирюсинский хребет — горный хребет в Иркутской области России, субмеридиональный отрог Восточного Саяна. Служит водоразделом истоков Бирюсы (бассейн Ангары).
Протяжённость хребта составляет более 100 км, максимальная высота — 1922 м. Хребет сложен главным образом метаморфическими сланцами, гнейсами и эффузивно-осадочными отложениями, прорванными разновозрастными интрузиями гранитов. В рельефе преобладает среднегорная кедрово-лиственничная тайга, которая выше переходит в кедровое редколесье и горную тундру. Имеются месторождения золота и слюды.